# Grivy-Loisy
Grivy-Loisy è un comune francese di 179 abitanti situato nel dipartimento delle Ardenne nella regione del Grand Est.

## Società

### Evoluzione demografica
Abitanti censiti